# Leon Gray
Leon Gray (Olive Branch, 15 novembre 19 1951 – Boston, 11 novembre 2001) è stato un giocatore di football americano statunitense che ha militato nel ruolo di offensive tackle nella National Football League (NFL).

## Carriera
Gray fu scelto dai Miami Dolphins nel corso del terzo giro del Draft NFL 1973 ma fu svincolato prima dell'inizio della stagione, firmando con i New England Patriots, con cui disputò la maggior parte della carriera, venendo convocato per il Pro Bowl nel 1976 e nel 1978. L'anno successivo fu scambiato con gli Houston Oilers per una scelta del primo e del sesto giro, venendo convocato per altri due Pro Bowl, bloccando per il running back Earl Campbell che guidò la NFL in yard corse nelle prime due stagioni di Gray con la squadra. Prima della stagione 1982 fu scambiato con i New Orleans Saints per il quarterback e stella della squadra Archie Manning, dove disputò le ultime due annate della carriera.

## Palmarès
- Convocazioni al Pro Bowl: 4

1976, 1978, 1979, 1981
- First-team All-Pro: 3

1978, 1979, 1980